# Tenhagestraatkerk
De Tenhagestraatkerk was een hervormd kerkgebouw aan de Ten Hagestraat 15 in het centrum van Eindhoven.

## Geschiedenis
Het kerkje werd gebouwd in 1813 aan de toenmalige Kloosterdreef, die in 1920 werd omgedoopt in Ten Hagestraat aangezien, na de annexatie van de randgemeenten in 1919, er ook in Woensel al een Kloosterdreef bestond.
De nieuwe hervormde kerk was nodig omdat de voorganger van de huidige Sint-Catharinakerk, vanaf 1648 in gebruik bij de hervormden, in de Franse tijd teruggegeven was aan de katholieken.
De Tenhagestraatkerk, later bekend als Vaste Burchtkapel, was een bescheiden kerk zonder toren. Er was slechts een dakruitertje. In 1891 werd een orgel geplaatst, dat gebouwd was door de firma L. van Dam & Zn. uit Leeuwarden.
De Tenhagestraatkerk werd afgebroken in 1962. Daarvoor in de plaats kwam een modern ogend kerkelijk centrum met bijgebouwen, aanvankelijk eveneens bekend als Vaste Burchtkapel. Halverwege de jaren 70 van de 20e eeuw werden er geen diensten meer gehouden en werd het gebouw ingericht als jongerencentrum met de naam Dynamo. Dit begon officieel in 1981. In 2005 werd er een zeer modern gebouw voor dit jongerencentrum opgericht.